# 31268 Велті
31268 Велті (31268 Welty) — астероїд головного поясу, відкритий 16 березня 1998 року.
Тіссеранів параметр щодо Юпітера — 3,362.